# Gustavo Villarruel
Gustavo Alejandro Villarruel (San Lorenzo, Santa Fe, Argentina, 23 de febrero de 1993) es un futbolista argentino. Juega como volante ofensivo, actualmente se encuentra sin equipo tras su paso por Ciudad Bolívar del Torneo Federal A de Argentina.

## Estadísticas
| Club | Div.                | Temporada           | Liga  | Liga  | Liga   | Copas Nacionales(1) | Copas Nacionales(1) | Copas Nacionales(1) | Torneos Internacionales(2) | Torneos Internacionales(2) | Torneos Internacionales(2) | Otras Competencias(3) | Otras Competencias(3) | Otras Competencias(3) | Total | Total | Total  |
| Club | Div.                | Temporada           | Part. | Goles | Asist. | Part.               | Goles               | Asist.              | Part.                      | Goles                      | Asist.                     | Part.                 | Goles                 | Asist.                | Part. | Goles | Asist. |
| --- | ------------------- | ------------------- | ----- | ----- | ------ | ------------------- | ------------------- | ------------------- | -------------------------- | -------------------------- | -------------------------- | --------------------- | --------------------- | --------------------- | ----- | ----- | ------ |
| Colón Argentina | 1.ª                 | 2013-14             | 5     | 0     | 0      | -                   | -                   | -                   | -                          | -                          | -                          | -                     | -                     | -                     | 5     | 0     | 0      |
| Colón Argentina | 2.ª                 | 2014                | 19    | 5     | 3      | 2                   | 0                   | 0                   | -                          | -                          | -                          | -                     | -                     | -                     | 21    | 5     | 3      |
| Colón Argentina | 1.ª                 | 2015                | 24    | 1     | 1      | 1                   | 0                   | 0                   | -                          | -                          | -                          | 0                     | 0                     | 0                     | 25    | 1     | 1      |
| Colón Argentina | 1.ª                 | 2016-17             | 0     | 0     | 0      | -                   | -                   | -                   | -                          | -                          | -                          | 1                     | 0                     | 0                     | 1     | 0     | 0      |
| Colón Argentina | Total club          | Total club          | 48    | 6     | 4      | 3                   | 0                   | 0                   | -                          | -                          | -                          | 1                     | 0                     | 0                     | 52    | 6     | 4      |
| San Martín (SJ) Argentina                                                                                          | 1.ª                 | 2016                | 5     | 0     | 0      | -                   | -                   | -                   | -                          | -                          | -                          | -                     | -                     | -                     | 5     | 0     | 0      |
| San Martín (SJ) Argentina                                                                                          | 1.ª                 | 2016-17             | 25    | 4     | 3      | -                   | -                   | -                   | -                          | -                          | -                          | -                     | -                     | -                     | 25    | 4     | 3      |
| San Martín (SJ) Argentina                                                                                          | 1.ª                 | 2017-18             | 6     | 0     | 0      | -                   | -                   | -                   | -                          | -                          | -                          | -                     | -                     | -                     | 6     | 0     | 0      |
| San Martín (SJ) Argentina                                                                                          | 1.ª                 | 2018-19             | 13    | 1     | 2      | 3                   | 0                   | 1                   | -                          | -                          | -                          | -                     | -                     | -                     | 16    | 1     | 3      |
| San Martín (SJ) Argentina                                                                                          | Total club          | Total club          | 49    | 5     | 5      | 3                   | 0                   | 1                   | -                          | -                          | -                          | -                     | -                     | -                     | 52    | 5     | 6      |
| Tigre Argentina | 2.ª                 | 2019-20             | 9     | 0     | 0      | -                   | -                   | -                   | 1                          | 0                          | 0                          | -                     | -                     | -                     | 10    | 0     | 0      |
| Tigre Argentina | Total club          | Total club          | 9     | 0     | 0      | -                   | -                   | -                   | 1                          | 0                          | 0                          | -                     | -                     | -                     | 10    | 0     | 0      |
| Instituto Argentina                                                                                                | 2.ª                 | 2020                | 7     | 1     | 0      | -                   | -                   | -                   | -                          | -                          | -                          | -                     | -                     | -                     | 7     | 1     | 0      |
| Instituto Argentina                                                                                                | 2.ª                 | 2021                | 6     | 0     | 2      | -                   | -                   | -                   | -                          | -                          | -                          | -                     | -                     | -                     | 6     | 0     | 2      |
| Instituto Argentina                                                                                                | Total club          | Total club          | 13    | 1     | 2      | -                   | -                   | -                   | -                          | -                          | -                          | -                     | -                     | -                     | 13    | 1     | 2      |
| Total en su carrera                                                                                                | Total en su carrera | Total en su carrera | 119   | 12    | 11     | 6                   | 0                   | 1                   | 1                          | 0                          | 0                          | 1                     | 0                     | 0                     | 127   | 12    | 12     |
| (1) Incluye Copa Argentina, Copa de la Superliga Argentina. (3) Incluye Liguilla Pre-Sudamericana y Copa Santa Fe. |                     |                     |       |       |        |                     |                     |                     |                            |                            |                            |                       |                       |                       |       |       |        |